# Barbara Malinowska (fizjolog)
Barbara Malinowska (ur. 1957) – polska naukowiec, fizjolog i farmakolog specjalizująca się w patofizjologii układu krążenia, profesor nauk medycznych.

## Życiorys
Ukończyła biologię na Uniwersytecie Warszawskim. W 1981 rozpoczęła pracę w Zakładzie Farmakodynamiki Akademii Medycznej w Białymstoku. W 1988 pod kierunkiem prof. Włodzimierza Buczko obroniła pracę doktorską pt. „Obwodowe mechanizmy serotoninowe w działaniu kaptoprylu na układ krążenia szczura”. Po uzyskaniu doktoratu w ramach stypendium Fundacji von Humboldta odbyła półtoraroczny staż naukowy w Instytucie Farmakologii i Toksykologii Uniwersytetu w Bonn (1991–1992). W  1995 na podstawie osiągnięć naukowych i złożonej rozprawy „Charakterystyka presynaptycznych heteroreceptorów histaminowego-H3, prostaglandyny E2-EP3 i kwasu gamma-aminomasłowego-GABA B zakończeń włókien współczulnych układu krążenia szczura” otrzymała stopień naukowy doktora habilitowanego nauk medycznych. W 1998 została kierownikiem Zakładu Fizjologii Doświadczalnej. W 2000 uzyskała tytuł naukowy profesora. W 2006 razem z prof. Eberhardem Schlickerem została laureatem pierwszego konkursu o nagrodę Copernicus za współpracę polsko-niemiecką.
Zastępca przewodniczącego Komitetu Nauk Fizjologicznych i Farmakologicznych Polskiej Akademii Nauk. Członek Niemieckiego Towarzystwa Farmakologii Eksperymentalnej i Klinicznej i Toksykologii (DGPT). Członek komitetu redakcyjnego czasopisma Advances in Medical Sciences. Kierownik Zakładu Fizjologii i Patofizjologii Doświadczalnej UMB.